# Lina Posada
Lina Posada  (Barranquilla, Atlántico, 13 de marzo de 1985) es una modelo y diseñadora colombiana.

## Carrera
Lina nació en la ciudad de Barranquilla el 13 de marzo de 1985. Ha hecho parte de campañas publicitarias de las marcas de lencería Bésame y Espiral. También ha modelado para otras marcas como Paradizia Swimwear, Babalú Swimwear y Ujeans. Fue la modelo escogida para aparecer en el vídeoclip de la canción "Taboo" del cantante puertorriqueño Don Omar. También se le puede ver en el vídeo de la canción "Obsesión" del cantante colombiano Maluma.

## Vida personal
Lina estuvo casada con el modelo colombiano Juan David Posada, con el que tuvo dos hijos. Actualmente reside en Estados Unidos.